# Anders Errboe
Anders Errboe (født 15. april 1944 i København) er en dansk musiker.
Sammen H.C. Vartenberg dannede han i 1963 Harmoniorkesteret Kærne, der med succes vendte op og ned på vante forestillinger om marcher og anden musik. Som en udløber af "Kærne" dannede Anders Errboe i 1972 Østjydsk Musikforsyning sammen med Anders Barfoed, H.C. Vartenberg og andre. Siden 2000 har Anders Errboe været rejsefører. Han har i 6 år været i bestyrelsen for Købstadsmuseet Den Gamle By og i 4 år i bestyrelsen for Dansk Musikerforbund.